# Пајн Брук Хил (Колорадо)
Пајн Брук Хил (енгл. Pine Brook Hill) насељено је место без административног статуса у америчкој савезној држави Колорадо.

## Демографија
По попису из 2010. године број становника је 983.
| Група             | 2000.    | 2010.       |
| Белци             | 0 (0,0%) | 925 (94,1%) |
| Афроамериканци    | 0 (0,0%) | 3 (0,3%)    |
| Азијати           | 0 (0,0%) | 24 (2,4%)   |
| Хиспаноамериканци | 0 (0,0%) | 15 (1,5%)   |
| Укупно            | 0        | 983         |